# Trifolium angulatum
Trifolium angulatum är en ärtväxtart som beskrevs av Franz de Paula Adam von Waldstein-Wartemberg och Pál Kitaibel. Trifolium angulatum ingår i släktet klövrar, och familjen ärtväxter. Inga underarter finns listade i Catalogue of Life.